# ناجی المکی
ناجی المکی (انگلیسی: Naji El-Mekki؛ زادهٔ ۲۵ دسامبر ۱۹۳۴) ورزشکار پنج‌گانه مدرن اهل مراکش است. وی در بازی‌های المپیک تابستانی ۱۹۶۰ شرکت کرده‌است.